# Демократы войны
«Демократы войны» (также «Военные демократы») — в американской политике 1860-х годов название неформального объединения членов Демократической партии, которые поддерживали более агрессивную политику в отношении Конфедерации и отвергали политику «медноголовых» (или демократов мира). Демократы войны поддерживали политику президента Авраама Линкольна, избранного в 1860 году, после того, как началась гражданская война.

## Возникновение
С началом Гражданской войны правящая Демократическая партия раскололась на два движения:
- Тех, кто поддерживал Авраама Линкольна и его жёсткую политику — их часто называли «демократами войны»;
- Тех, кто желал мирного разрешения конфликта с Южанами — их, в свою очередь, часто называли «демократами мира»[3].

Несмотря на прежнюю общность, сторонники «Демократов войны» яростно пытались победить «Демократов мира» любыми способами.
Само же понятие «Демократы войны» появилось случайно, в конце 1861 года, когда оказалось, что и «Демократы мира», и «Демократы войны» в Конгрессе представляют одну партию, но на выборы идут как разнопартийные политики. Этот вопрос стал особенно остро перед выборами в штате Огайо, когда представители «воинственного» течения демократической партии склонялись к союзу со сторонниками республиканской партии. Кроме того, к движению стали присоединяться и члены других партий (в основном Конституционисты). Автор термина остался неизвестным, но сами Демократы войны стали использовать это название как официальное, поэтому в политике оппоненты их прозвали «Демократы войны».

## Огайо
На выборах в Огайо в 1862 году республиканцы и военные демократы сформировали «юнионистский» блок. Такой союз привёл к победе над оппонентами во главе с «Демократом мира» Клементом Валландигамом. Тем не менее, победа вызвала проблемы при назначении республиканского сенатора-аболициониста Бенджамина Уэйда, до этого возглавлявшего «объединение» республиканцев и «Демократов войны». Демократы выступали против слишком радикального Уэйда, но тот отказался идти на уступки для примирения с однопартийцами. Он был переизбран с минимальным перевесом голосов.
В 1863 году губернаторская кампания в Огайо привлекла внимание всей страны. Республиканцы и «военные» демократы штата были недовольны руководством губернатором Дэвида Тода и обратились к военному демократу Джону Броу после того, как он 10 июня 1863 года произнёс речь в своём родном городе Мариетта, высмеивающую партию демократов. Джон Броу был избран губернатором, отчасти благодаря более сильной поддержке как избирателей, так и однопартийцев, чем у Тода. Броу телеграфировал в Вашингтон о том, что у него есть «запас» в 100 000 голосов над своим оппонентом Валландигамом — представителем «мирных». Президент Линкольн ответил Броу:

Слава Богу, в высшей степени. Огайо был спасён своим народом

## Президентская кампания 1864 года
Признавая важность поддержки течения военных демократов в противовес «Демократам мира», показав им своё признание и уважение, Республиканская партия временно изменила своё название на «Национальный союз» на период президентских выборов 1864 года, которые были проведены во время гражданской войны. Партия Национального союза назначила кандидатами на посты президента и вице-президента соответственно действующего президента («бывшего» республиканца) Линкольна и «Демократа войны» Эндрю Джонсона. В результате многие «военные» демократы смогли поддержать политику «война до победы» Линкольна, избегая при этом «республиканского» партийного билета. Против них от Демократической партии выступил дуэт из генерал-майора Джорджа Макклеллана (кандидат в президенты, и Демократ войны) и конгрессмена Джорджа Пендлтона (кандидат в вице-президенты, Демократ мира); партийная платформа при этом предусматривала скорейшее прекращение войны. Часть радикальных республиканцев, критиковавших политику Линкольна с позиций «левых», в мае 1864 года выделилась в Радикальную демократическую партию, выдвинувшую своими кандидатами генерал-майора Джона Фримонта и Джона Кокрейна (бывшего Демократа войны); однако в сентябре Фримонт и Кокрейн сняли свои кандидатуры, не желая выступить спойлерами.
На выборах Линкольн одержал победу над Макклелланом, получив около 55 % голосов избирателей, а Национальный союз занял 42 из 54 доступных мест в Сенате и 149 из 193 мест в Палате представителей.

## Смерть Линкольна и упразднение
После смерти Линкольна в 1865 году Джонсон стал президентом. Его политика была мягкой, по сравнению с политикой радикальных республиканцев. Линкольн назначал военных демократов на высокие посты в гражданском и военном ведомствах для сохранения и укрепления движения (возможно в целях последующего превращения неформального движения в официальную партию), но после его убийства и окончания войны некоторые из «воинственных» совершенно откололись от «прародительской» партии и присоединились к Республиканской партии, а другие остались демократами. В итоге большинство «Демократов войны» определилось в своей политической ориентации, а завершение военных действий означало сокращение самого движения и крах попыток выделения движения в самостоятельную партию.
Окончательно течение «Демократов войны» перестало существовать в 1868 году.

## Представители

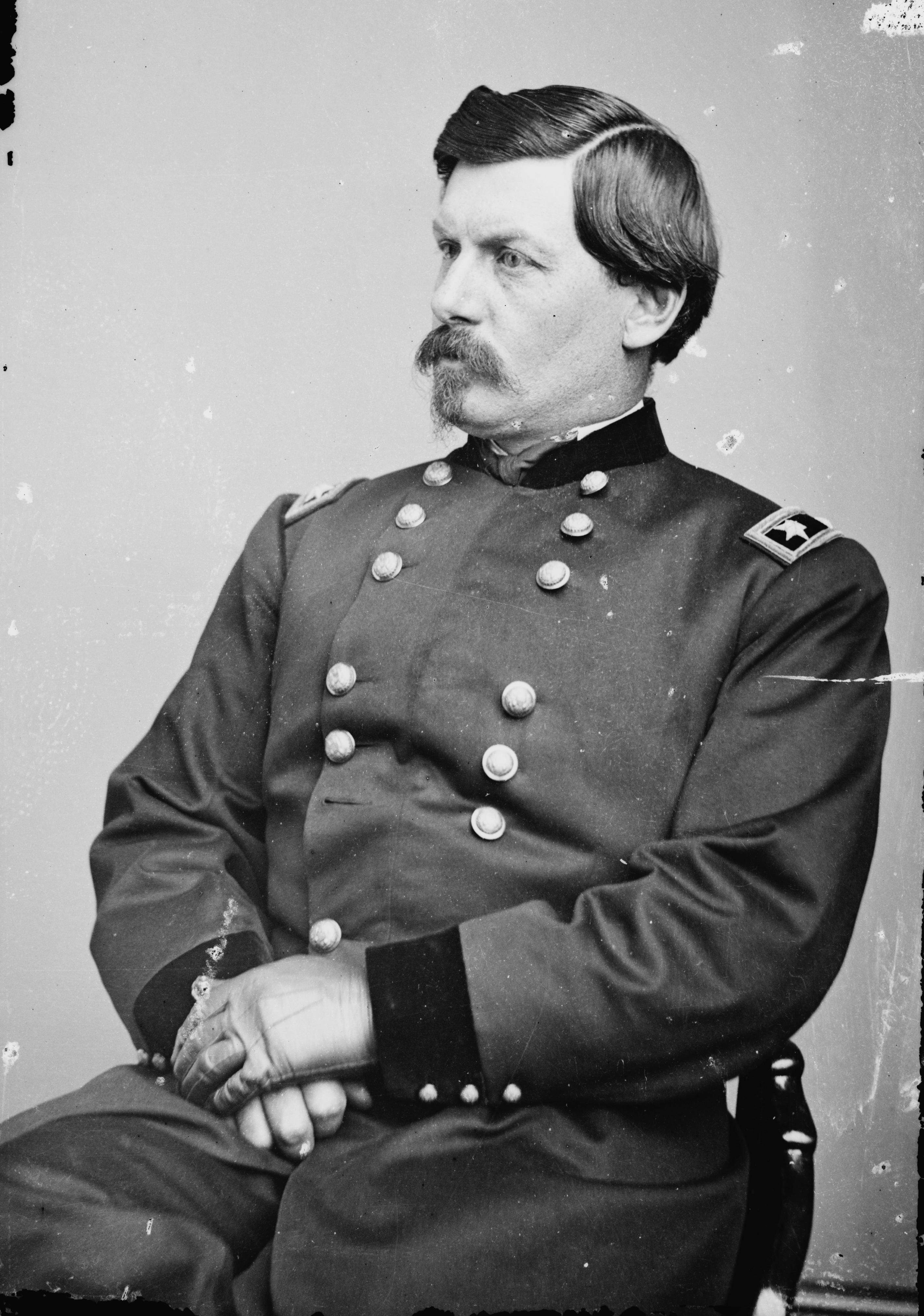
Генерал Джордж Макклеллан, «Демократ войны»

Известные представители «Демократов войны»:
- Эндрю Джонсон, сенатор от Теннесси и военный губернатор штата Теннесси, который был избран вице-президентом в 1864 году с Линкольном и стал президентом после его убийства;
- Джордж Бэнкрофт, историк[10];
- Джон Броу, губернатор штата Огайо;
- Бенджамин Ф. Батлер, конгрессмен от Массачусетса и генерал-майор;
- Джон Кокрейн, конгрессмен и генерал;
- Реверди Джонсон, сенатор от Мэриленда;
- Джон Александр Макклинн, сенатор от Иллинойса;
- Джон Адамс Дикс, Секретарь Казначейства Джеймса Бьюкенена;
- Стивен А. Дуглас, сенатор от штата Иллинойс и кандидат от Демократической партии Севера на президентских выборах 1860 года;
- Джозеф Холт, военный секретарь Бьюкенена, адвокат, генерал армии;
- Фрэнсис Кернан, конгрессмен от Нью-Йорка;
- Майкл Кроуфорд Керр[англ.], 32-й спикер Палаты представителей Соединённых Штатов с 6 декабря 1875 года по 19 августа 1876 года;
- Джон А. Логан, конгрессмен от штата Иллинойс;
- Джордж Б. Макклеллан, кандидат в президенты от Демократической партии в 1864 году;
- Джоэл Паркер, губернатор штата Нью-Джерси;
- Эдвардс Пьерпопон, генеральный прокурор при президенте Улиссе С. Гранте;
- Эдвин М. Стэнтон, генеральный прокурор при Бьюкенене и военный секретарь Линкольна, перешедший в Республиканскую партию в 1862 году.